# Eryopoidea
Eryopoidea (лат.) — вымершее надсемейство темноспондилов из позднекаменноугольной — раннепермской эпохи, 310—249 млн лет назад. Окаменелости представителей надсемейства обнаружены в Европе и Северной Америке. К надсемейству принадлежат представители Euskelia, у которых хоаны относительно круглые, а гребень подвздошной кости находится в вертикальном положении.

## Семейства
Надсемейство включает два семейства :
- Zatrachydidae
- Eryopidae